# 糠ニシン

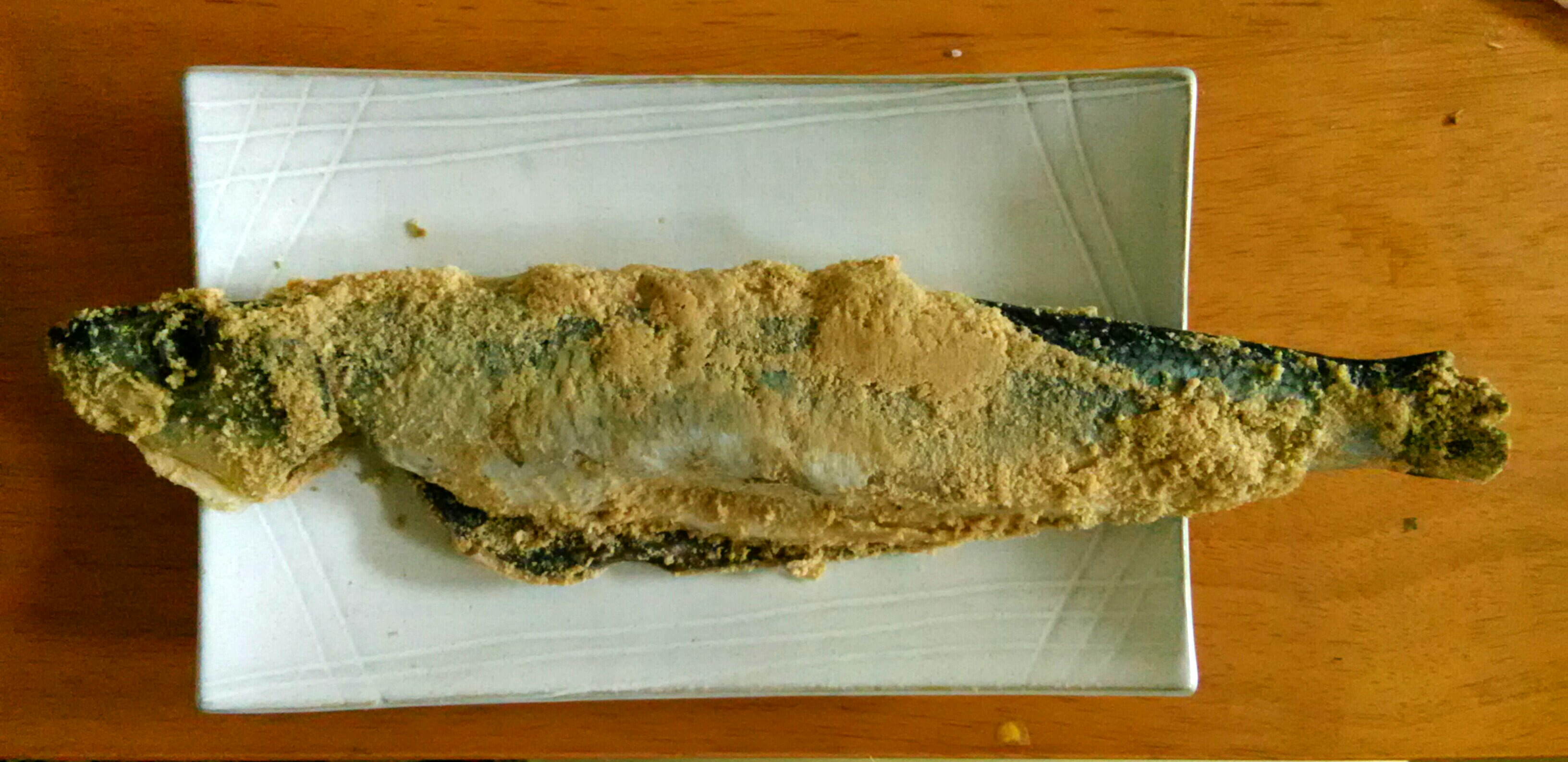
糠にしん（北海道の郷土食）

糠ニシン（ぬかにしん）は北海道留萌沿岸地域発祥の加工食品。近海で水揚げされたニシンを糠漬けにした保存食。同じく加工された魚（サンマ、ホッケ）についても記述する。

## 概要
当初は近海で水揚げされたニシンであったが漁獲量の激減もあり、現在は価格の安定した輸入品が多数をしめる。

## 作り方
容器に魚を敷き詰め米糠と塩を振りかけ漬け込み場合によっては鷹の爪を入れる。約一週間程度の漬け込みで完成する。
完成されたものは塩分濃度はかなり高く、そのままでも食する場合が多いが人によっては塩分を水抜きする。

## 利用
食する場合、魚についた糠を水で洗ってから調理を行う。
- 焼き魚
- 三平汁

## その他の魚
- 糠サンマ - 釧路地域発祥の加工食品。
- 糠ホッケ
- へしこ - 石川県、福井県、滋賀県、京都府、兵庫県などで食される、サバやイワシの糠漬け